# Блыщик, Александр Степанович
Блыщик Александр Степанович (род. 4 января 1966, Кривой Рог, Днепропетровская область) — советский и украинский тяжелоатлет. Мастер спорта СССР международного класса (1987), заслуженный мастер спорта Украины (1994).

## Биография
Родился 4 января 1966 года в городе Кривой Рог Днепропетровской области.
В 1991 году окончил Криворожский горнорудный институт.

## Спортивная карьера
- Чемпион мира в составе сборной Украины (1993);
- Чемпион Европы в составе сборной Украины (1994);
- Серебряный призёр чемпионата мира в сумме двоеборья, чемпион мира в рывке и бронзовый призёр в толчке (1991);
- Серебряный призёр чемпионата мира в рывке (1993);
- Чемпион Европы в сумме и рывке, бронзовый призёр в толчке (1993);
- Серебряный призёр чемпионата Европы в сумме и рывке (1994);
- Серебряный призёр чемпионата СССР в сумме (1991);
- Победитель Кубка СССР (1990), чемпион СССР в толчке (1990), чемпион Украины (1990, 1992, 1996), 2-й призёр (1991, 1994), 1-й призёр (1987).

В 1996 году участвовал в Летних Олимпийских играх в Атланте.
Выступал за спортивные общества «Буревестник», «Украина» и спортивный клуб «Гарт».
С 1979 года тренировался у В. Мельникова, с 1983 года у Григория Кривоноса.

## Награды
- Мастер спорта СССР международного класса (1987);
- Заслуженный мастер спорта Украины (1994).